# Nikolaj Ehlers
Nikolaj Ehlers (* 14. Februar 1996 in Aalborg) ist ein dänischer Eishockeyspieler, der seit Juli 2025 bei den Carolina Hurricanes aus der National Hockey League (NHL) unter Vertrag steht und dort auf der Position des linken Flügelstürmers spielt. Zuvor verbrachte Ehlers insgesamt zehn Jahre in der Organisation der Winnipeg Jets, für die er weit über 700 Partien in der NHL absolvierte.

## Karriere
Ehlers begann seine Karriere bei den Juniorenmannschaften des Schweizer Klubs EHC Biel. Er gab sein NLA-Debüt als 16-Jähriger, als er in der Saison 2012/13 für die erste Mannschaft von Biel auflief. Die meiste Zeit der Saison verbrachte er jedoch bei der U20-Mannschaft.
Nachdem er im CHL Import Draft 2013 an der sechsten Stelle von den Halifax Mooseheads gezogen wurde, wechselte Ehlers in die Ligue de hockey junior majeur du Québec (LHJMQ). In seinem ersten Jahr in der LHJMQ gewann Ehlers diverse persönliche Auszeichnung, so beispielsweise die Trophée Michael Bossy als erfolgversprechendster Spieler der Liga. Zudem wurde er mit der Coupe RDS, der Trophée Michel Bergeron und schließlich mit dem Titel CHL Rookie of the Year ausgezeichnet und ins LHJMQ Second All-Star Team gewählt. Im Ranking für den anstehenden NHL Entry Draft 2014 wurde er an 22. Stelle geführt und letztlich an 9. Stelle von den Winnipeg Jets ausgewählt.
Im September 2014 unterzeichnete er bei den Winnipeg Jets einen auf drei Jahre befristeten Einstiegsvertrag, blieb allerdings vorerst bei den Mooseheads in der LHJMQ. Dort gewann er in seinem zweiten Jahr die Trophée Paul Dumont als herausragende Führungspersönlichkeit, führte die Playoff-Scorerliste mit 31 Punkten an und wurde ins LHJMQ First All-Star Team berufen.
Mit Beginn der Saison 2015/16 stand Ehlers im NHL-Aufgebot der Jets. Er beendete seine erste Spielzeit mit 38 Scorerpunkten aus 72 Spielen und wurde so zum punktbesten Rookie der Jets in diesem Jahr. Nachdem er diese Statistik im Folgejahr mit 64 Scorerpunkten deutlich gesteigert hatte, unterzeichnete er im Oktober 2017 einen neuen Vertrag in Winnipeg, der ihm – beginnend mit der Saison 2018/19 – in den folgenden sieben Jahren ein durchschnittliches Jahresgehalt von sechs Millionen US-Dollar einbringen soll. Nach dem Vertragsende erhielt der Free Agent im Juli 2025 ein Angebot der Carolina Hurricanes. Dort unterzeichnete der Däne einen Sechsjahresvertrag mit einem Gesamtvolumen von 51 Millionen US-Dollar.

### International
Auf internationalem Niveau debütierte Ehlers bei der U18-Weltmeisterschaft der Division IA 2013 und schaffte dort mit der dänischen Auswahl ebenso den Aufstieg in die Top-Division wie am Jahresende bei der U20-Weltmeisterschaft der Division IA 2014. Nachdem er mit der U19 Dänemarks bei der World Junior A Challenge 2014 die Silbermedaille gewonnen hatte, nahm er mit der U20 an der U20-Weltmeisterschaft 2015 teil und belegte dort den achten Platz.
Für die A-Nationalmannschaft seines Heimatlandes debütierte der Angreifer bei der Weltmeisterschaft 2016, wobei er mit dem Team ebenfalls einen achten Platz erreichte. Weitere Einsätze folgten bei den Welttitelkämpfen der Jahre 2017, 2022, 2023 und 2025. Zudem stand er bei den Qualifikationsturnieren für die Olympischen Winterspiele 2018, 2022 und 2026 im dänischen Aufgebot.

## Erfolge und Auszeichnungen
| - 2014 CHL Rookie of the Year - 2014 LHJMQ All-Rookie Team - 2014 Trophée Michael Bossy - 2014 Trophée Michel Bergeron - 2014 Coupe RDS | - 2014 LHJMQ Second All-Star Team - 2015 Trophée Paul Dumont - 2015 LHJMQ First All-Star Team - 2015 Topscorer der LHJMQ-Playoffs |

### International
- 2014 Silbermedaille bei der World Junior A Challenge

## Karrierestatistik
Stand: Ende der Saison 2024/25

### International
Vertrat Dänemark bei:
| - U18-Junioren-Weltmeisterschaft der Division IA 2013 - U20-Junioren-Weltmeisterschaft der Division IA 2014 - World Junior A Challenge 2014 - U20-Junioren-Weltmeisterschaft 2015 - Weltmeisterschaft 2016 - Qualifikationsturnier für die Olympischen Winterspiele 2018 | - Weltmeisterschaft 2017 - Qualifikationsturnier für die Olympischen Winterspiele 2022 - Weltmeisterschaft 2022 - Weltmeisterschaft 2023 - Qualifikationsturnier für die Olympischen Winterspiele 2026 - Weltmeisterschaft 2025 |

(Legende zur Spielerstatistik: Sp oder GP = absolvierte Spiele; T oder G = erzielte Tore; V oder A = erzielte Assists; Pkt oder Pts = erzielte Scorerpunkte; SM oder PIM = erhaltene Strafminuten; +/− = Plus/Minus-Bilanz; PP = erzielte Überzahltore; SH = erzielte Unterzahltore; GW = erzielte Siegtore; 1 Play-downs/Relegation; Kursiv: Statistik nicht vollständig)

## Familie
Sein Vater, Heinz Ehlers, war mehr als 20 Jahre lang Eishockeyprofi und arbeitete als Trainer in der Schweiz. Ferner ist Nikolajs älterer Bruder Sebastian ebenso Eishockeyspieler wie sein Cousin, Alexander True. Zudem hat er eine jüngere Schwester, Caroline.